# Мехтиев, Ариф Шафаят оглы
Ариф Шафаят оглы Мехтиев (азерб. Arif Şəfaət oğlu Mehdiyev ; 19 декабря 1934, Баку, Азербайджанская ССР, ЗСФСР — 19 декабря 2016, Баку, Азербайджан) — советский и азербайджанский учёный, академик НАНА, председатель Высшей аттестационной комиссии при Президенте Азербайджанской Республики (2002—2016).

## Биография
В 1957 году окончил Московский электротехнический институт связи по специальности «инженер радиосвязи».
С 1957 года занимался научной деятельностью в Институте физики Академии наук Азербайджанской ССР, в 1961—1965 гг. работал в закрытом учреждении в составе Министерства электронной промышленности СССР, а в 1965—1966 гг. — старшим инженером в Азербайджанском государственном плановом комитете.
В 1966—1974 гг. — старший научный сотрудник Института физики Академии наук Азербайджанской ССР. С 1973 по 1978 гг. являлся заместителем директора по научной работе Научного центра «Каспий» Академии наук Азербайджанской ССР, преобразованного впоследствии в Институт космических исследований природных ресурсов (ИКИПР), где он с 1978 по 1982 год занимал пост заместителя генерального директора, а в 1982—1991 гг. — первого заместителя генерального директора. В 1991—2003 гг. — генеральный директор Азербайджанского национального аэрокосмического агентства.
В 2001—2007 гг. — вице-президент Национальной академии наук Азербайджана.
С 2002 года до конца жизни — председатель Высшей аттестационной комиссии при Президенте Азербайджанской Республики.
В 1969 году защитил кандидатскую, в 1984 году – докторскую диссертации по физико-математическим наукам, а в 1987 году ему было присвоено звание профессора. В 2001 году он был избран действительным членом Национальной академии наук Азербайджана.
Похоронен на II Аллее почетного захоронения в Баку.

## Научно-педагогическая деятельность
Специалист в области физики полупроводников. В качестве руководителя крупных проектов по развитию наземных и бортовых информационно-измерительных комплексов, определил научные принципы разработки технических средств освоения космоса в области аэрокосмических исследований, разработки и обработки различных информационно-измерительных комплексов. Наземные и бортовые измерительные комплексы, разработанные под его руководством, а также используемые в Международном эксперименте «Солнце-84», обеспечивали спутниковые измерения астронавтами из Польши, Чехословакии, Монголии и Венгрии. В течение длительного времени руководил выполнением научно-исследовательских и опытно-конструкторских работ по созданию информационно-измерительных комплексов военного назначения. 
Принимал активное участие в создании спутниковых космических аппаратов космического базирования, в том числе рентгеновского спектрометра RS-17, который работал на борту орбитальных комплексов «Салют» и «Союз». Рентгеновский телескоп Pulsar-X1, разработанный с его участием, завершил свою работу на орбитальной станции «Мир».
Под его руководством в течение длительного времени проводились научно-исследовательские и проектные работы в сфере получения, преобразования, передачи, обработки и представления аэрокосмической информации. Был известен как организатор и научный руководитель ряда аэрокосмических экспериментов. Также выступил автором ряда трудов в области экологии. 
Являлся профессором Азербайджанской нефтяной академии и Азербайджанской академии авиации.
Выступил автором более чем 300 научных трудов и свыше 50 изобретений. Под его научным руководством подготовлено 20 кандидатов и 5 докторов наук.

## Награды и звания
- Орден «Честь» (18 декабря 2014 года) — за плодотворную деятельность в общественно-политической жизни Азербайджанской Республики[1].
- Орден «Слава» (17 декабря 2009 года) — за заслуги в развитии азербайджанской науки[2].
- Медаль Франциска Скорины (4 сентября 2013 года, Белоруссия) — за значительный личный вклад в укрепление дружбы и сотрудничества между Республикой Беларусь и Азербайджанской Республикой, в реализацию белорусско-азербайджанских гуманитарных проектов[3].
- Государственная премия Азербайджана.
- Медаль «Инженерная доблесть» (2012 год, Азербайджанская инженерная академия)[4].